# Takashima Shūhan

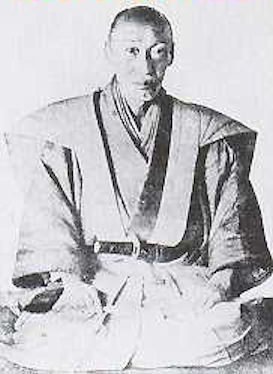
Ảnh chụp Takashima Shūhan

Takashima Shūhan (高島秋帆 (Cao Đảo Thu Phàm) 1798–1866) là một samurai và kỹ sư quân sự cuối thời Edo.  Ông là người có ý nghĩa quan trọng trong việc bắt đầu nhập khẩu súng kíp từ Hà Lan vào cuối thời kỳ bế quan tỏa cảng của Nhật Bản, trong suốt thời kỳ Bakumatsu. Trong suốt cuộc đời của mình, Takashima Shūhan là một trong những nhà cải cách đầu tiên của Nhật Bản, đưa ra lập luận cho việc canh tân đất nước để chống lại phương Tây tốt hơn. Kinh nghiệm của ông gần giống với Sakuma Shōzan, người cũng bị đám samurai quá khích ám sát vì đề xướng việc áp dụng các tư tưởng phương Tây vào tiến trình mở cửa đất nước.

## Nghiên cứu vũ khí phương Tây

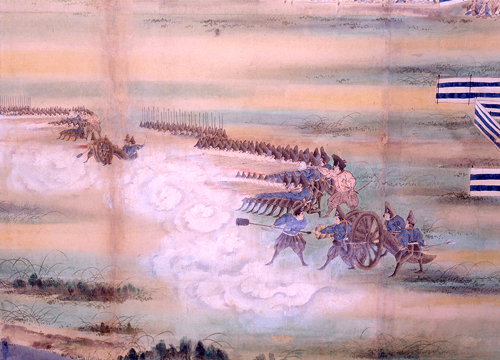
Buổi trình diễn súng ống phương Tây của Takashima Shūhan năm 1841.

Khi mới 10 tuổi, Takashima Shūhan, con trai của chức quan phụng hành Nagasaki, đã bị sốc trước những yêu cầu bạo lực với tàu khu trục Phaeton của Anh vào năm 1808. Takashima bắt đầu nghiên cứu súng phương Tây và sau Sắc lệnh trục xuất người nước ngoài bằng mọi giá năm 1825 (chính sách "Không nghĩ hai lần", 異国船無二念打払令), đã tìm cách lấy được một số vũ khí thông qua người Hà Lan tại Dejima, chẳng hạn như như pháo dã chiến, súng cối và súng cầm tay. Ở Nhật Bản, súng được gọi là Geweer (súng trong tiếng Hà Lan) từ những năm 1840.
Nhiều phiên trấn đã gửi con em mình đến học hỏi Takashima ở Nagasaki. Họ đến từ phiên Satsuma, sau sự xâm nhập của một tàu chiến Mỹ vào năm 1837 ở Vịnh Kagoshima, và từ phiên Saga và phiên Chōshū, cả hai phiên trấn phía nam đều bị phương Tây xâm nhập. Những phiên trấn này cũng nghiên cứu việc chế tạo vũ khí của phương Tây, và đến năm 1852, Satsuma và Saga đã có những lò luyện kim để sản xuất sắt cần thiết cho súng cầm tay.

## Liên hệ với Mạc phủ
Năm 1840, Takashima được bổ nhiệm làm toshiyori, hay Quan quản lý cấp cao, cho thành phố Nagasaki. Từ năm 1840, sau khi Chiến tranh Nha phiến bùng nổ ở Trung Quốc, Takashima cầu xin Mạc phủ mau chóng củng cố khả năng quân sự của Nhật Bản. Cuộc chiến ở Trung Quốc đã làm rõ rằng những cách thức truyền thống không đủ để giữ chân phương Tây, và cần phải hiện đại hóa triệt để mới đủ sức chống lại ngoại bang được.
Takashima Shūhan đã thành lập hai đại đội bộ binh được trang bị súng, cũng như một khẩu đội pháo, khiến ông trở thành học viên hiện đại đầu tiên của Nhật Bản về vũ khí phương Tây. Năm 1841, Takashima Shūhan thu hút sự chú ý của quan chức Mạc phủ Egawa Tarōzaemon. Takashima bèn tiến hành buổi diễn tập với 125 người, sử dụng sách giáo khoa Rangaku viết bằng tiếng Hà Lan và chỉ huy của Hà Lan để tập luyện. Ông đã chứng minh qua việc sử dụng bốn khẩu đại bác và 50 khẩu súng phương Tây.
Năm 1843, Takashima được minh oan, vì Mạc phủ cho phép sử dụng súng ống phương Tây để bảo vệ đất nước trước sự xâm nhập của các cường quốc phương Tây.

## Quản thúc tại gia

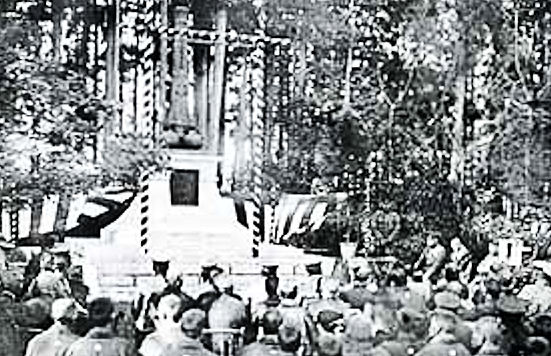
Đài tưởng niệm Takashima Shūhan ở Đền Shūgetsuin (松月院), Akatsuka (赤塚), Itabashi, Tokyo, được trang trí bằng súng thần công và những quả đạn đại bác rực lửa. Buổi lễ tổ chức vào năm 1922.

Takashima Shūhan thành lập trường học, nhưng bị nhiều người chỉ trích nặng nề, và cuối cùng bị Mạc phủ xử phạt quản thúc tại gia từ năm 1846 đến năm 1853 với tội danh lật đổ và mưu phản. Ông giành lại sự ủng hộ với sự kiện Đề đốc Perry đến Nhật vào năm 1853, sau đó ông trở thành người hướng dẫn quân sự cho binh lính Mạc phủ vào năm 1856.
Năm 1862, Takashima Shūhan khuyến nghị Nhật Bản phải tự trang bị cho mình 200 tàu chiến để đẩy lùi mối đe dọa từ hải quân nước ngoài. Điều này khiến Mạc phủ ủy quyền cho mỗi phiên trấn sản xuất hoặc mua tàu của riêng họ để củng cố khả năng hải quân của Nhật Bản. Tuy không còn giữ chức vụ gì trong chính quyền nữa nhưng ông vẫn tiếp tục cố vấn cho Mạc phủ về các vấn đề quân sự cho đến khi mất vào năm 1866. 